# Miss Universo 2009
Miss Universo 2009 foi a 58ª edição do concurso, realizada no dia 23 de agosto no Salão Imperial do  Complexo Atlantis Paradise Island em Nassau, Bahamas. Stefania Fernández, Miss Venezuela, foi coroada por sua antecessora, Dayana Mendonza,  também da Venezuela, na primeira e única vez que uma Miss Universo coroou uma sucessora do mesmo país, o que fez o evento entrar para o Guiness Book of Records. Esta edição também viu a introdução de uma nova coroa depois de sete anos e a primeira transmissão ao vivo via Internet das preliminares do concurso.

## Escolha da cidade-sede
A primeira opção da Organização Miss Universo foi Zagreb,na Croácia  ao mesmo tempo que chegava uma proposta de Perth,na Austrália mas devido a problemas econômicos e desinteresse local,as negociações não evoluiram. Assim mesmo, o então proprietário do concurso,Donald Trump,cogitou a possibilidade de realizar o concurso nos Emirados Árabes Unidos,mas diversas cláusulas contratuais e ,o possível banimento da Miss Israel e a exclusão das provas em traje de banho devido a questões culturais,esfriaram as negociações.
Finalmente,no dia 4 de março de 2008,a Organização Miss Universo e a NBC, anunciaram através de um comunicado de imprensa feito pela presidente da joint-venture Paula M. Shugart, que a edição de número 58 do Miss Universo seria realizado em Nassau,nas Bahamas e que o local escolhido era o Salão Imperial dentro do resort Atlantis Paradise Island.A data prevista seria o domingo 30 de agosto,mas devido a questões de logística o concurso foi antecipado para o dia 23.Originalmente,84 candidatas chegaram na primeira semana de agosto ao país para cumprir o calendário do concurso,mas só 83,competiram no concurso,pois a Miss Ilhas Turcas e Caicos acabou se retirando da competição um dia antes devido a uma severa desidratação.Devido ao tempo escasso para as demais atividades,a sua apresentação durante a parada das nações foi mantida.Oito meses mais tarde,foi confirmado que ela estava no primeiro mês de gravidez..Pela primeira vez na história do Miss Universo,o Miss Teen USA,foi usado como evento teste para o concurso e foi realizado um mês antes no mesmo local.O Miss Teen USA ainda permaneceria por 7 anos sendo realizado no resort.

## Evento
As pré-favoritas dos analistas à coroa eram lideradas pela Miss Austrália Rachael Finch, seguida de Ada de la Cruz da República Dominicana, e as misses Países Baixos, França, México e África do Sul. Apesar da Miss Venezuela não ser levada em consideração para a vitória pelo fato do país ter vencido no ano anterior, Stefania Fernández era vista também como uma concorrente forte. Outra favorita era a imponente Miss Rússia, Sofia Rudieva, considerada pelas chaperones como "impossível de lidar" e que trazia na bagagem escândalos anteriores, como fotos nuas publicadas em revistas russas quando ainda era menor de idade.
Pela primeira vez as apresentações preliminares puderam ser vistas ao vivo pela Internet, através do UStream, o que permitiu aos fãs ao redor do mundo torcerem por suas candidatas à medida que o evento, que até então não era televisado, se desenrolava; algumas das pré-favoritas acabaram perdendo pontos nesta apresentação, enquanto outras passaram a aparecer, como as misses Kosovo, Espanha e Guatemala. Segundo os especialistas, Stefania se apresentou com roupas, maquiagem e cabelos que não lhe eram apropriados, perdendo muitos pontos, mas mesmo assim, como ficaria demonstrado, conseguiu se classificar por muito pouco para as as semifinais; no dia da final ela mudou completamente seu vestuário e maquiagem.
O show deste ano teve uma escala reduzida e mais intimista do que os anos anteriores,devido ao tamanho reduzido do Imperial Ballroom,cuja capacidade estava no limite mínimo para a realização do concurso.O Top 15 foi formado com Porto Rico, Islândia, Albânia, República Tcheca, Bélgica, República Dominicana, Suécia, Kosovo, Austrália, França, Suíça, África do Sul, EUA, Croácia e Venezuela, a última a ser chamada. Um grupo formado por mulheres de aparência "saudável", mostrando uma nova tendência no Miss Universo, numa época em que o mundo da moda jurava acabar com a aparência anoréxica das modelos em seus desfiles. Duas da favoritas ficaram de fora:A Miss México,que foi a primeira em seis anos a não se classificar, e a polêmica Miss Rússia,que apesar de sua beleza estontante,tinha um histórico problemático que ia desde brigas com suas concorrentes a trabalhos como modelo erótica . Pela primeira vez desde 1991, nenhuma asiática conseguiu se classificar para as semifinais.

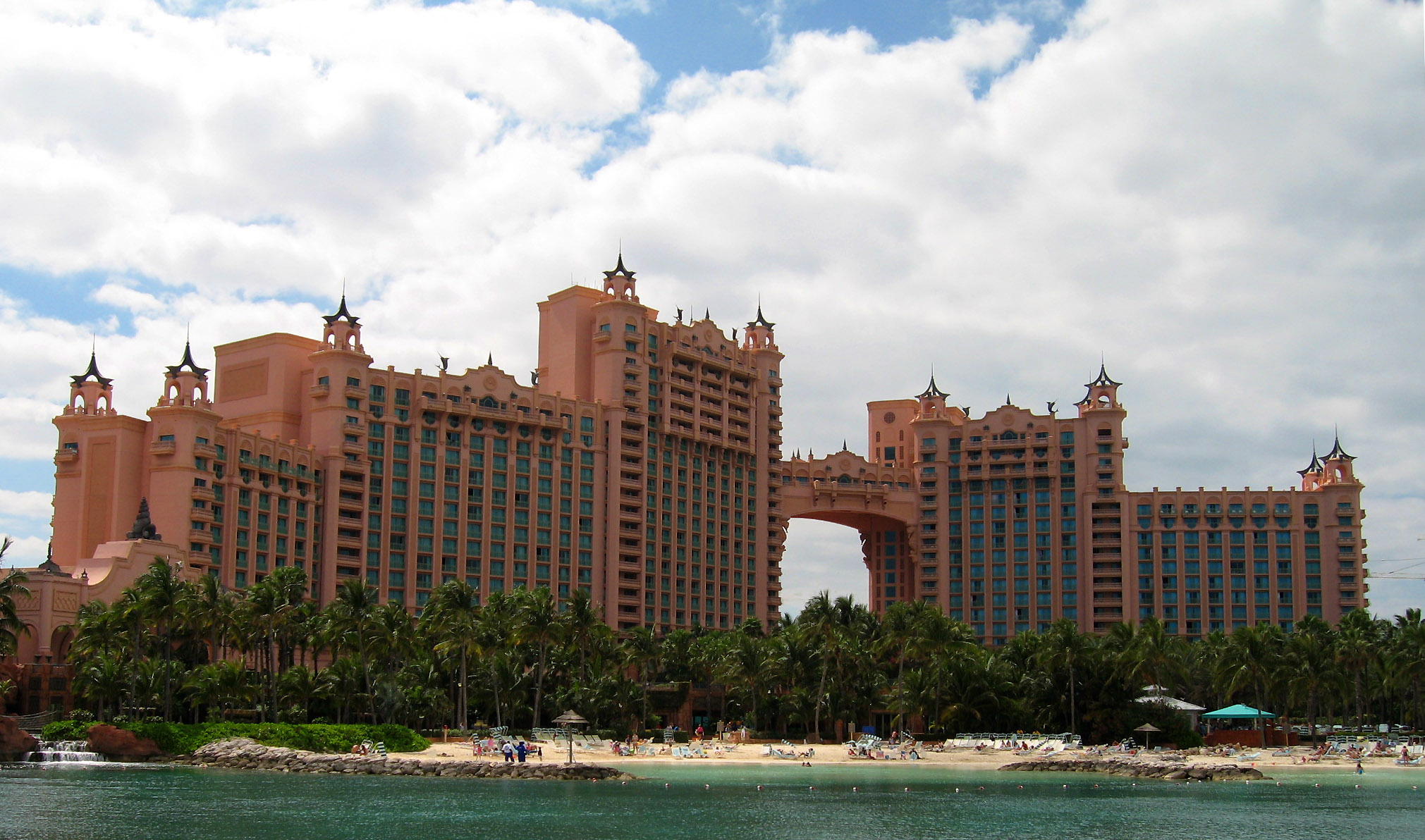
Atlantis Paradise Island Hotel, local do concurso.

Após os desfiles de trajes de banho e trajes de noite, o Top 5 foi formado com Kosovo, Austrália, República Dominicana, Porto Rico e Venezuela.Durante o concurso,o público pode escolher a nova coroa de Miss Universo e para isso, a Diamond Nexus Lab foi encarregada de apresentar 3 modelos para esta escolha e este foi revelado quando a Miss Universo 2008 Dayana Mendoza entrou com a coroa durante o seu último desfile.Os três modelos apresentados foram denominados de "Paz", "Esperança" e "Unidade",ganhando o primeiro.
No anúncio final, Miss Porto Rico ficou em 5º lugar, Miss Kosovo em 4º, Miss Austrália em 3º e sobraram apenas na frente do palco a dominicana Ada de la Cruz e Stefania Fernández. O público dominicano presente começou então a comemorar e a própria venezuelana apontava para a concorrente que a vencedora era ela, pois nunca antes nos 57 anos do concurso uma Miss Universo havia passado a coroa para outra do mesmo país; para surpresa geral, o apresentador Billy Bush então anunciou Stefania Fernández como a nova Miss Universo, um feito inédito na história do concurso, que mostrou ao mundo todo pela televisão a inusitada cena das duas venezuelanas pulando abraçadas no palco.

## Resultados
| Colocação                | Candidata                                                                   | País/Território                                                    |
| ------------------------ | --------------------------------------------------------------------------- | ------------------------------------------------------------------ |
| Miss Universo 2009       | Stefania Fernández                                                          | Venezuela                                                          |
| 2º lugar                 | Ada Aimee de la Cruz                                                        | República Dominicana                                               |
| 3º lugar                 | Marigona Dragusha                                                           | Kosovo                                                             |
| 4º lugar                 | Rachael Finch                                                               | Austrália                                                          |
| 5º lugar                 | Mayra Matos                                                                 | Porto Rico                                                         |
| Semifinalistas (Top 10): | Chloé Mortaud Tatum Keshwar Iveta Lutovská Whitney Toyloy Kristen Dalton    | França · África do Sul · República Tcheca · Suíça · Estados Unidos |
| Semifinalistas (Top 15): | Hasna Xhukiçi Zeynep Sever Renate Cerljen Sarah Ćosić Ingibjörg Egilsdóttir | Albânia · Bélgica · Suécia · Croácia · Islândia                    |
| Premiações especiais     |                                                                             |                                                                    |
| Miss Simpatia            | Wang Jingyao                                                                | China                                                              |
| Miss Fotogenia           | Chutima Durongdej                                                           | Tailândia                                                          |
| Melhor Traje Típico      | Diana Broce                                                                 | Panamá                                                             |

## Jurados[11]
- Dean Cain – ator
- Valeria Mazza – supermodelo argentina
- Tamara Tunie – atriz da série de tv Law & Order: Special Victims Unit
- Matthew Rolston – fotógrafo de moda e diretor de videoclipes
- Colin Cowie – personalidade televisiva
- Gerry DeVaux – produtor musical
- Farouk Shami – empresário palestino-americano
- Heather Kerzner – diretora do Atlantis Paradise Island
- Richard LeFrak – empresário
- George Maloof Jr. – empresário
- André Leon Talley – editor-colaborador da Vogue americana
- Keisha Whitaker – maquiadora

## Candidatas
Em negrito, a candidata eleita Miss Universo 2009. Em itálico, as semifinalistas.
| - África do Sul - Tatum Keshwar - Albânia - Hasna Xhukuci - Alemanha - Martina Lee - Angola - Nelsa Alves - Argentina - Joahanna Lasic - Aruba - Dianne Croes - Austrália - Rachael Finch (4º) - Bahamas - Kiara Sherman - Bélgica - Zeynep Sever - Bolívia - Dominique Peltier - Brasil - Larissa Costa - Bulgária – Elitsa Lubenova - Canadá - Mariana Valente - China - Jing Yao Wang - Chipre - Kielia Giasemidou - Colômbia - Michelle Rouillard - Coreia do Sul - Seon Na-ri - Costa Rica - Jessica Umaña - Croácia - Sarah Ćosić - Curaçau - Angie Simon - Egito - Elham Wagdi - El Salvador - Mayella Mena - Equador - Sandra Vinces - Eslováquia - Denisa Mendrejová - Eslovênia - Mirela Korač - Espanha - Estíbaliz Pereira - Estados Unidos - Kristen Dalton - Estônia - Diana Arno - Etiópia – Melat Yante - Filipinas - Bianca Manalo - Finlândia - Essi Pöysti - França - Chloé Mortaud - Gana - Jennifer Koranteng - Geórgia - Lika Ordzhonikidze - Grã-Bretanha - Clair Cooper - Grécia - Viviana Zagorianakou - Guam- Racine Manley - Guatemala - Lourdes Figueroa - Guiana – Jenel Cox - Honduras - Bélgica Suárez - Hungria - Zsuzsa Budai - Ilhas Caimã - Nicosia Lawson | - Ilhas Maurício - Anaïs Veerapatren - Índia - Ekta Chaudhary - Indonésia - Zivanna Letisha - Irlanda - Diana Donnelly - Islândia – Ingibjörg Egilsdóttir - Israel - Yulia Liubianitzki - Itália - Laura Valenti - Jamaica - Carolyn Yapp - Japão - Emiri Miyasaka - Kosovo - Marigona Dragusha (3º) - Líbano – Martine Andraos - Malásia - Joannebelle Ng - México - Karla Carrillo - Montenegro - Anja Jovanović - Namíbia – Happie Ntalamo - Nicarágua - Indiana Sánchez - Nigéria - Sandra Otohwo - Noruega - Eli Landa - Nova Zelândia - Katie Taylor - Países Baixos - Avalon-Chanel Weyzig - Panamá - Diana Broce - Paraguai - Mareike Baumgarten - Peru - Karen Schwarz - Polônia - Angelika Jakubowska - Porto Rico - Mayra Matos (5º) - República Dominicana - Ada Aimée de la Cruz (2º) - República Tcheca - Iveta Lutovská - Romênia – Bianca Constantin - Rússia - Sofia Rudieva - Sérvia - Dragana Atlija - Singapura - Rachel Kum - Suécia – Renate Cerljen - Suíça - Whitney Toyloy - Tailândia - Chutima Durongdej - Tanzânia - Illuminata James - Turquia - Senem Kuyucuoğlu - Ucrânia - Kristina Kotz-Gotlib - Uruguai - Cintia Dottone - Venezuela - Stefanía Fernández (MU) - Vietnã - Võ Hoàng Yến - Zâmbia – Andella Chileshe |

## Coroa
A nova coroa criada pela empresa Diamond Nexus Labs passou a ser usada a partir esta edição em substituição a anterior (2002-2008) da empresa japonesa Mikimoto. Ela foi incrustada com 1.371 gemas num total de 16,09 quilates (83.22 g) e contém 544,31 gramas de ouro branco e platina. A coroa também foi manufaturada com rubis sintéticos que representam a plataforma de educação e precauções contra a AIDS da organização.
Entretanto, quando foi usada nos primeiro dias por Stefania Fernández, ela se mostrou tão pesada e incômoda que provocava dores de cabeça na venezuelana. Com isso, a coroa foi reformulada e tornada mais leve, sendo retirado o arco superior, passando a ter a forma depois usada a partir da Miss Universo 2010, Ximena Navarrete.

## Controvérsias
- O resultado do concurso com uma segunda vitória consecutiva da Venezuela provocou a inconformidade de um grupo de fãs de todo o mundo, que escreveu e publicou uma carta aberta dirigida à Miss Universe Organization, afirmando que o resultado havia sido arranjado porque ele não refletia as notas que estavam sendo dadas e mostradas na transmissão da televisão e exigiam uma explicação da organização. Publicada na Internet, ela se transformou numa bola de neve com a entrada da imprensa no caso, que repercutiu a carta e começou a fazer análises do resultado, fazendo uma entrevista com o coreógrafo do concurso, Michael Schwandt, em que este afirmava que Trump escolhia pessoalmente um certo grupo de finalistas e que nem todo o corpo de diretores sabia quem eram antes do anúncio ao vivo. Isto provocou, pela primeira e única vez na história do MU, uma resposta da presidente da organização, Paula Shugart, à imprensa, através de um press-release, esclarecendo todo o processo de seleção e os votos dos jurados e afirmando que a organização escolhia algumas das semifinalistas mas que a decisão final era do corpo de jurados e isso já acontecia há alguns anos.[9]
- Miss Turks e Caicos não participou do concurso sob a alegação oficial da organização de que estava tendo problemas de saúde e apareceram na mídia rumores de que ela estava grávida; os rumores se confirmaram quando sete meses depois ela deu à luz.[9]
- Em 1º de agosto de 2004, cerca de três semanas antes da final do concurso, autoridades bolivianas anunciaram que entrariam na justiça contra a organização do Miss Universo devido à intenção declarada do uso do traje típico do povo Aymará, chamado de Diablada, tradicional da cultura boliviana, pela Miss Peru Karen Schwarz. Pablo Groux, ministro boliviano da Cultura, disse que o uso da roupa por Scharwz no concurso era uma apropriação indevida da cultura boliviana e que iria levar o caso à Corte Internacional de Justiça. O jornal peruano El Comercio, entretanto, comentou que essa não seria primeira vez, já que ele teria sido apresentado anteriormente pela chilena María Josefa Isensee no Miss Universo 1983. O ministro das Relações Exteriores do Peru José García Belaúnde veio a público para alegar que o vestido da diablada é de origem Aymará e não pode representar apenas um dos países aonde vivem os Aymarás.[15][16]

## Transmissão e audiência
A NBC e a Telemundo foram as geradoras do pool internacional de emissoras que transmitiu o Miss Universo 2009 em inglês e em espanhol. No Brasil, a Rede Bandeirantes teve a exclusividade de transmissão para a televisão aberta; na televisão a cabo, ele foi transmitido pela TNT, que também o transmitiu para o restante da América Latina.
Nos EUA, a NBC só perdeu em audiência para o reality empresarial Shark Tank (da ABC) em sua primeira hora de exibição (21 às 22h locais) e liderou os índices na metade restante da transmissão, de acordo com a  Nielsen.
No Brasil, a transmissão pela Band teve seus piores índices na Grande São Paulo. Segundo dados do Ibope, o evento teve média de 2 pontos e pico de 3 e perdeu público para programas tradicionalmente líderes na sua faixa de horário de transmissão a Brasileira Larissa Costa(Candidata do Rio Grande do Norte) obteve a pior classificação de uma Miss Brasil no Miss Universo.